# Tel Hai

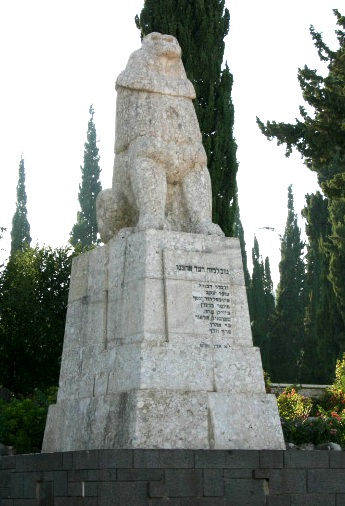
El lleó de pedra de Tel Hai.

Tel Hai (en hebreu: תל חי ) és un antic assentament fortificat jueu a Israel, situat a l'Alta Galilea, a prop de la frontera libanesa, entre les ciutats de Qiryat Xemonà i Metula. Tel Hay va ser un dels primers assentaments israelians situats en la zona septentrional de Palestina en època moderna, construït l'any 1905, i poblat intermitentment fins a 1918, quan va ser ocupat com a lloc fronterer i de control de la vall d'Hula.
Després de la Primera Guerra Mundial i la caiguda de l'Imperi Otomà, el Regne Unit i França van delimitar en els Acords de Sykes-Picot les zones otomanes ocupades per ambdues potències, assignant la zona meridional del llevant mediterrani al Regne Unit (Palestina i Transjordània) juntament amb l'Iraq, i la zona septentrional (Síria i Líban) a França. Tanmateix, la delimitació de la frontera no va ser acceptada pels francesos pel que fa a la zona de l'Alta Galilea (que incloïa Tel Hay, Metula, Kefar Guiladi i Hamrà), per la qual cosa van animar a les guerrilles i escamots àrabs per ocupar totes les àrees que poguessin abans de l'aplicació definitiva del tractat, per així integrar-les en el mandat francès.
Al març de 1920, els comandos àrabs es van topar amb una forta resistència per part dels defensors jueus, liderats per Joseph Trumpeldor, el qual va defensar Tel Hai, caient finalment al costat dels seus últims 7 homes en la seva defensa. Tanmateix, el seu sacrifici va aconseguir retardar l'avanç àrab, acabant així amb les aspiracions franceses sobre l'Alta Galilea.
Ocupat de nou el 1921, Tel Hai va acabar integrat dins del quibuts Kefar Guiladi el 1926; en l'actualitat l'antic assentament està declarat monument nacional israelià. Destaca l'estàtua d'un lleó de pedra al costat de les tombes dels herois. A la rodalia es troba l'actual ciutat de Qiryat Xemonà, que amb el seu nom (la ciutat dels 8) ret homenatge als defensors de Tel Hai.